# Världsmästerskapen i kortbanesimning 2010
De 10:e FINA världsmästerskapen i kortbanesimning ägde rum i Dubai, Förenade Arabemiraten mellan den 15 och 19 december 2010. Alla tävlingsgrenar ägde rum i Dubai Sports Complex. 

## Medaljtabell
| Pl.    | Nation         | Guld | Silver | Brons | Totalt |
| ------ | -------------- | ---- | ------ | ----- | ------ |
| 1      | USA            | 12   | 6      | 7     | 25     |
| 2      | Ryssland       | 4    | 4      | 2     | 10     |
| 2      | Spanien        | 4    | 2      | 2     | 8      |
| 4      | Kina           | 3    | 5      | 6     | 14     |
| 5      | Frankrike      | 3    | 3      | 2     | 8      |
| 6      | Nederländerna  | 3    | 2      | 1     | 6      |
| 7      | Brasilien      | 3    | 1      | 4     | 8      |
| 8      | Sydafrika      | 2    | 1      | 0     | 3      |
| 9      | Australien     | 1    | 7      | 3     | 11     |
| 10     | Tunisien       | 1    | 1      | 2     | 4      |
| 11     | Sverige        | 1    | 1      | 1     | 3      |
| 11     | Tyskland       | 1    | 1      | 1     | 3      |
| 13     | Venezuela      | 1    | 1      | 0     | 2      |
| 14     | Japan          | 1    | 0      | 0     | 1      |
| 15     | Danmark        | 0    | 1      | 2     | 3      |
| 15     | Ungern         | 0    | 1      | 2     | 3      |
| 17     | Österrike      | 0    | 1      | 1     | 2      |
| 17     | Italien        | 0    | 1      | 1     | 2      |
| 19     | Ukraina        | 0    | 1      | 0     | 1      |
| 19     | Storbritannien | 0    | 1      | 0     | 1      |
| 21     | Bahamas        | 0    | 0      | 1     | 1      |
| 21     | Norge          | 0    | 0      | 1     | 1      |
| Totalt | Totalt         | 40   | 41     | 39    | 120    |

## Resultat

### Herrar
| Gren           | Guld                                                                          | Tid        | Silver                                                                                | Tid      | Brons                                                                      | Tid      |
| Frisim         |                                                                               |            |                                                                                       |          |                                                                            |          |
| 50 m           | César Cielo                                                                   | 20,51      | Frédérick Bousquet                                                                    | 20,81    | Josh Schneider                                                             | 20,88    |
| 100 m          | César Cielo                                                                   | 45,74 CR   | Fabien Gilot                                                                          | 45,97    | Nikita Lobintsev                                                           | 46,35    |
| 200 m          | Ryan Lochte                                                                   | 1.41,08    | Danila Izotov                                                                         | 1.41,7   | Oussama Mellouli                                                           | 1.42,02  |
| 400 m          | Paul Biedermann                                                               | 3.37,06    | Nikita Lobintsev                                                                      | 3.37,84  | Oussama Mellouli                                                           | 3.38,17  |
| 1500 m         | Oussama Mellouli                                                              | 14.24,16   | Mads Glæsner                                                                          | 14.29,52 | Gergely Gyurta                                                             | 14.31,47 |
| Ryggsim        |                                                                               |            |                                                                                       |          |                                                                            |          |
| 50 m           | Stanislav Donets                                                              | 22,93 CR   | Sun Xiaolei Aschwin Wildeboer                                                         | 23,13    | Ingen                                                                      | -        |
| 100 m          | Stanislav Donets                                                              | 49,07      | Camille Lacourt                                                                       | 49,80    | Aschwin Wildeboer Faber                                                    | 50,04    |
| 200 m          | Ryan Lochte                                                                   | 1.46,68 CR | Tyler Clary                                                                           | 1.49,09  | Markus Rogan                                                               | 1.49,69  |
| Bröstsim       |                                                                               |            |                                                                                       |          |                                                                            |          |
| 50 m           | Felipe Silva                                                                  | 25,95 CR   | Cameron van der Burgh                                                                 | 26,03    | Aleksander Hetland                                                         | 26,29    |
| 100 m          | Cameron van der Burgh                                                         | 56,80      | Fabio Scozzoli                                                                        | 57,13    | Felipe Silva                                                               | 57,39    |
| 200 m          | Naoya Tomita                                                                  | 2.03,12 CR | Dániel Gyurta                                                                         | 2.03,47  | Brenton Rickard                                                            | 2.04,33  |
| Fjärilsim      |                                                                               |            |                                                                                       |          |                                                                            |          |
| 50 m           | Albert Subirats                                                               | 22,40 CR   | Andrij Hovorov                                                                        | 22,43    | Steffen Deibler                                                            | 22,44    |
| 100 m          | Jevgenij Korotysjkin                                                          | 50,23      | Albert Subirats                                                                       | 50,24    | Kaio Almeida                                                               | 50,33    |
| 200 m          | Chad le Clos                                                                  | 1.51,56    | Kaio Almeida                                                                          | 1.51,61  | László Cseh                                                                | 1.51,67  |
| Medley         |                                                                               |            |                                                                                       |          |                                                                            |          |
| 100 m          | Ryan Lochte                                                                   | 50,86      | Markus Deibler                                                                        | 51,69    | Sergej Fesikov                                                             | 51,81    |
| 200 m          | Ryan Lochte                                                                   | 1.50,08 VR | Markus Rogan                                                                          | 1.52,90  | Tyler Clary                                                                | 1.53,56  |
| 400 m          | Ryan Lochte                                                                   | 3.55,50 VR | Oussama Mellouli                                                                      | 3.57,40  | Tyler Clary                                                                | 3.57,56  |
| Lagkapp        |                                                                               |            |                                                                                       |          |                                                                            |          |
| 4x100 m frisim | Frankrike Alain Bernard Frédérick Bousquet Fabien Gilot Yannick Agnel         | 3.04,78 CR | Ryssland Jevgenij Lagunov Sergej Fesikov Nikita Lobintsev Danila Izotov               | 3.04,82  | Brasilien Nicholas Santos César Cielo Marcelo Chierighini Nicolas Oliveira | 3.05,74  |
| 4x200 m frisim | Ryssland Nikita Lobintsev Danila Izotov Jevgenij Lagunov Aleksandr Suchorukov | 6.49,04 VR | USA Peter Vanderkaay Ryan Lochte Garrett Weber-Gale Ricky Berens                      | 6.49,58  | Frankrike Yannick Agnel Fabien Gilot Clément Lefert Jérémy Stravius        | 6.53,05  |
| Lagkapp Medley |                                                                               |            |                                                                                       |          |                                                                            |          |
| 4x100 m medley | USA Nick Thomas Michail Aleksandrov Ryan Lochte Garret Weber-Gale             | 3.20,99 CR | Ryssland Stanislav Donets Stanislav Lachtyuchov Jevgenij Korotysjkin Nikita Lobintsev | 3.21,61  | Brasilien Guilherme Guido Felipe Silva Kaio Almeida César Cielo            | 3.23,12  |

Förklaring: VR - Världsrekord; ER - Europarekord; CR - Mästerskapsrekord

### Damer
| Gren           | Guld                                                                              | Tid        | Silver                                                          | Tid     | Brons                                                                | Tid     |
| Frisim         |                                                                                   |            |                                                                 |         |                                                                      |         |
| 50 m           | Ranomi Kromowidjojo                                                               | 23,37      | Hinkelien Schreuder                                             | 23,81   | Arianna Vanderpool-Wallace                                           | 24,04   |
| 100 m          | Ranomi Kromowidjojo                                                               | 51,45 CR   | Femke Heemskerk                                                 | 52,18   | Natalie Coughlin                                                     | 52,25   |
| 200 m          | Camille Muffat                                                                    | 1.52,29 CR | Katie Hoff                                                      | 1.52,91 | Kylie Palmer                                                         | 1.52,96 |
| 400 m          | Katie Hoff                                                                        | 3.57,07 CR | Kylie Palmer                                                    | 3.58,39 | Federica Pellegrini                                                  | 3.59,52 |
| 800 m          | Erika Villaecija                                                                  | 8.11,61    | Mireia Belmonte                                                 | 8.12,48 | Katie Ziegler                                                        | 8.12,84 |
| Ryggsim        |                                                                                   |            |                                                                 |         |                                                                      |         |
| 50 m           | Zhao Jing                                                                         | 26,27 CR   | Rachel Goh                                                      | 26,54   | Mercedes Peris                                                       | 26,80   |
| 100 m          | Natalie Coughlin                                                                  | 56,08      | Jing Zhao                                                       | 56,18   | Chao Gao                                                             | 56,21   |
| 200 m          | Alexianne Castel                                                                  | 2.01,67    | Missy Franklin                                                  | 2.02,01 | Zhou Yanxin                                                          | 2.03,22 |
| Bröstsim       |                                                                                   |            |                                                                 |         |                                                                      |         |
| 50 m           | Rebecca Soni                                                                      | 29,83      | Leiston Pickett                                                 | 29,84   | Jin Zhao                                                             | 29,90   |
| 100 m          | Rebecca Soni                                                                      | 1.03,98 CR | Leisel Jones                                                    | 1.04,26 | Ji Liping                                                            | 1.04,79 |
| 200 m          | Rebecca Soni                                                                      | 2.16,39 CR | Sun Ye                                                          | 2.18,09 | Rikke Pedersen                                                       | 2.18,82 |
| Fjärilsim      |                                                                                   |            |                                                                 |         |                                                                      |         |
| 50 m           | Therese Alshammar                                                                 | 24,87 CR   | Felicity Galvez                                                 | 24,90   | Jeanette Ottesen                                                     | 25,24   |
| 100 m          | Felicity Galvez                                                                   | 55,43 CR   | Therese Alshammar                                               | 55,73   | Dana Vollmer                                                         | 56,25   |
| 200 m          | Mireia Belmonte                                                                   | 2.03,59 CR | Jemma Lowe                                                      | 2.03,94 | Petra Granlund                                                       | 2.04,38 |
| Medley         |                                                                                   |            |                                                                 |         |                                                                      |         |
| 100 m          | Ariana Kukors                                                                     | 58,95      | Kotuku Ngawati                                                  | 59,27   | Hinkelien Schreuder                                                  | 59,53   |
| 200 m          | Mireia Belmonte                                                                   | 2.05,73 CR | Ye Shiwen                                                       | 2.05,94 | Ariana Kukors                                                        | 2.06,09 |
| 400 m          | Mireia Belmonte                                                                   | 4.24,21 CR | Ye Shiwen                                                       | 4.24,55 | Li Xuanxu                                                            | 4.29,05 |
| Lagkapp        |                                                                                   |            |                                                                 |         |                                                                      |         |
| 4x100 m frisim | Nederländerna Femke Heemskerk Inge Dekker Hinkelien Schreuder Ranomi Kromowidjojo | 3.28,54 CR | USA Natalie Coughlin Katie Hoff Jessica Hardy Dana Vollmer      | 3.29,34 | Kina Tang Yi Zhi Qianwei Pang Jiaying Li Zhesi                       | 3.29,81 |
| 4x200 m frisim | Kina Chen Qian Tang Yi Liu Jing Zhu Qianwei                                       | 7.35,94 VR | Australien Blair Evans Jade Neilsen Kelly Stubbins Kylie Palmer | 7.37,57 | Frankrike Camille Muffat Coralie Balmy Mylène Lazare Ophélie Etienne | 7.38,33 |
| Lagkapp Medley |                                                                                   |            |                                                                 |         |                                                                      |         |
| 4x100 m medley | Kina Zhao Jing Zhao Jin Liu Zige Tang Yi                                          | 3.48,29 CR | USA Natalie Coughlin Rebecca Soni Dana Vollmer Jessica Hardy    | 3.48,36 | Australien Rachel Goh Leisel Jones Felicity Galvez Marieke Guehrer   | 3.48,88 |

Förklaring: VR - Världsrekord; ER - Europarekord; CR - Mästerskapsrekord